# Ngebung
Ngebung is een bestuurslaag in het regentschap Sragen van de provincie Midden-Java, Indonesië. Ngebung telt 2025 inwoners (volkstelling 2010).